# 구 영릉 석물 - 망주석
망주석(望柱石)은 서울특별시 동대문구, 세종대왕기념관 경내에 있는 조선시대의 석물이다. 2002년 3월 15일 서울특별시의 유형문화재 제42-11호로 지정되었다.

## 개요
望柱石은 현재 상층 일부분만 남아 있다. 望柱石의 圓首는 둥글게 조각했는데 끝이 뾰족하다. 이 圓首를 구름 모양의 받침(雲頭)이 받치고 있으며 그 아래로 고리모양을 늘어 뜨린 기둥이 있다.

## 같이 보기
- 구 영릉 석물

## 참고 자료
- 구 영릉 석물 - 망주석 - 국가유산청 국가유산포털